# Liste der Monuments historiques in Saint-Félix (Charente-Maritime)
Die Liste der Monuments historiques in Saint-Félix (Charente-Maritime) führt die Monuments historiques in der französischen Gemeinde Saint-Félix auf.

## Liste der Objekte
| Bezeichnung | Beschreibung          | Standort                      | Kennzeichnung | Schutzstatus | Datum | Bild |
| ----------- | --------------------- | ----------------------------- | ------------- | ------------ | ----- | ---- |
| Glocke      | Bronze, 1701 gegossen | in der Kirche St-Félix (Lage) | PM17000376    | Classé       | 1937  |      |